# Templo y cementerio de Confucio y residencia de la familia Kong en Qufu
El templo y el cementerio de Confucio y la mansión de la familia Kong en Qufu, provincia de Shandong en China es un lugar Patrimonio de la Humanidad que incluye tres elementos: el templo de Confucio original, el cementerio de Confucio y la residencia de la familia Kong. 
Desde 1994, el templo de Confucio forma parte del Patrimonio de la Humanidad. Las otras dos partes del sitio son la cercana mansión de la familia Kong, donde residieron durante siglos los descendientes directos de Confucio, y el cementerio de Confucio, a un par de kilómetros al norte, donde Confucio y muchos de sus descendientes se encuentran enterrados. Estos tres sitios son conocidos colectivamente en Qufu como San Kong (三孔), esto es, "Los tres [sitios] confucianos".

## Templo de Confucio
Dos años después de la muerte de Confucio, su casa fue consagrada como templo por el príncipe de Lu. En el año 205 a. C., el emperador Gao de la dinastía Han fue el primer emperador en ofrecer sacrificios en honor de Confucio en la ciudad de Qufu. Fue un ejemplo para muchos de los emperadores y altos cargos que le siguieron. Más tarde, visitar Qufu después de la coronación se convirtió en una costumbre para los emperadores. También se visitaba la ciudad después de salir victorioso en una guerra. 
La casa original de Confucio, de tres habitaciones, se eliminó del complejo del templo durante una remodelación que se realizó en el año 611 a. C. En el 1012 y el 1094, durante la dinastía Song, el templo se amplió. El fuego y el vandalismo destruyeron el templo en 1214, durante la dinastía Jin. Fue restaurado y ampliado durante la dinastía Yuan en 1302. En 1331, se construyó una muralla para cerrar el templo, a imagen y semejanza de la del Palacio Imperial. Después de que otro incendio lo devastara, el templo fue nuevamente reconstruido en 1499.
El complejo del templo es el segundo más grande de China (después de la Ciudad Prohibida). Ocupa un área de 16.000 m² y tiene un total de 460 habitaciones. La arquitectura del templo recuerda a la de la Ciudad Prohibida, ya que gran parte de su restauración coincidió en el tiempo con la construcción del Palacio de Pekín.
La parte principal del templo consiste en nueve patios alrededor de un eje central, orientado de norte a sur, de 1,3 km de longitud. Los tres primeros patios tienen pequeñas puertas en las que están plantados pinos que tienen una función introductoria. La primera puerta se llama Puerta Lingxing (nombre que proviene de la constelación de la Osa Mayor), nombre que sugiere que Confucio es una de las estrellas del cielo. 

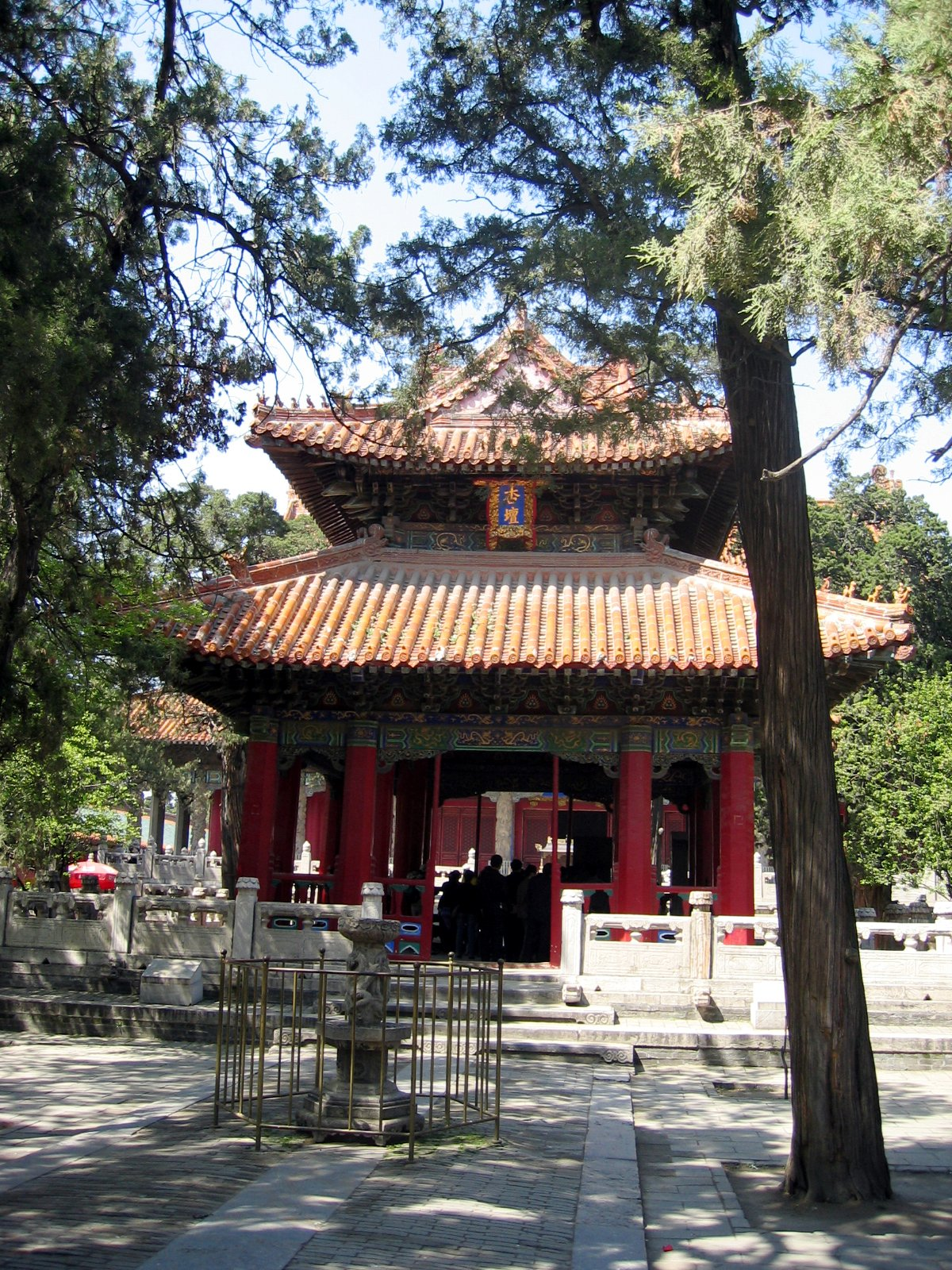
Plataforma de los albaricoques en el Templo de Confucio.

Los edificios del centro del complejo son estructuras con tejas de color amarillo y paredes pintadas de rojo. El color amarillo se utiliza aquí de forma excepcional ya que ese color estaba reservado a los emperadores. Los edificios principales son el Pabellón de las Estelas, el Pabellón Xing Tan, el Arco De Mu Tian Di, la sala Dacheng (construida durante la dinastía Qing) y la sala de la mujer de Confucio.
La sala Dacheng (Sala de la Gran Perfección) es el centro arquitectónico del complejo. Ocupa un área de 54 por 34 metros. La sala se soporta por 28 columnas ricamente decoradas. Cada columna tiene 6 metros de alto por 0,8 metros de diámetro. Están talladas en una pieza de roca local. Las 10 columnas frontales están decoradas con dragones. Se dice que estas columnas se cubrían durante las visitas de los emperadores para no despertar su envidia. 
La sala Dacheng era el punto principal de las ofrendas en honor de Confucio. En el centro del patio que está situado frente a la sala se encuentra la Plataforma de los Albaricoques que conmemora las enseñas que impartió Confucio a sus discípulos bajo un albaricoquero.

## Cementerio de Confucio
El cementerio de Confucio está situado al norte de la ciudad de Qufu. Las tumbas más antiguas de este camposanto datan del periodo de la dinastía Zhou.

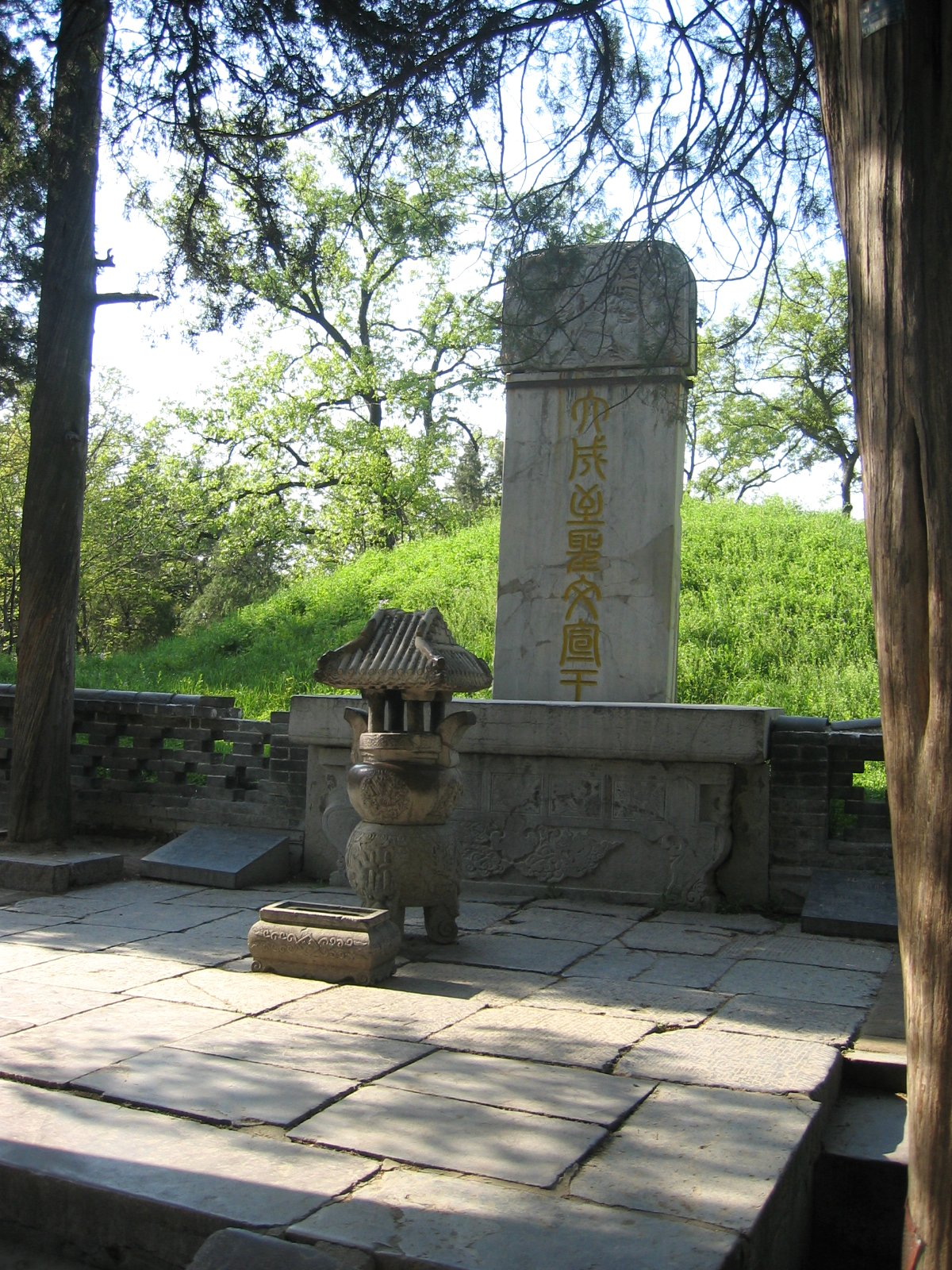
Tumba de Confucio en Qufu.

La tumba original erigida en memoria de Confucio, a orillas del río Sishui, parecía el contorno de un hacha. Tenía, además, una plataforma de ladrillos para realizar sacrificios. La tumba actual está en una colina. Cuando se abrió la tumba durante la Revolución Cultural no se encontraron restos humanos. Alrededor de la tumba del filósofo se encuentran sepulturas de algunos de sus descendientes así como una estela conmemorativa.
Como que los descendientes de Confucio tuvieron títulos nobiliarios y se casaron con princesas, algunas de las tumbas del cementerio muestran símbolos de la nobleza. En el cementerio hay unas 3.600 tumbas datadas en las dinastías Song, Yuan, Ming y Qing. 
El cementerio ha sufrido más de 13 renovaciones y ampliaciones a lo largo de los siglos. A finales del siglo XVIII, el perímetro del cementerio alcanzó los 7,5 km englobando un área total de 3,6 km². En este espacio se pueden encontrar las tumbas de más de 100.000 descendientes de Confucio que fueron enterrados aquí durante un periodo de más de 2.000 años. Las tumbas más antiguas son del periodo de la dinastía Zhou mientras que las más recientes pertenecen a descendientes de las generaciones 76 a 78. 
Más de 10.000 árboles confieren al cementerio un aspecto boscoso. El camposanto está atravesado por un camino de 1.266 metros de longitud. El sendero está bordeado de cipreses y pinos. Al lado del camino está el Templo Yan, dedicado al estudiante preferido de Confucio. El templo es una versión a escala reducida del de su maestro.

## Mansión de la familia Kong
Los descendientes de Confucio vivieron en la mansión de la familia Kong, situada al este del templo. Eran los encargados del mantenimiento tanto del templo como del cementerio. Se encargaban especialmente de las celebraciones religiosas que se celebraban en ocasiones especiales como en los períodos de siembra y de cosecha, cumpleaños o las que se hacían en honor de los difuntos.

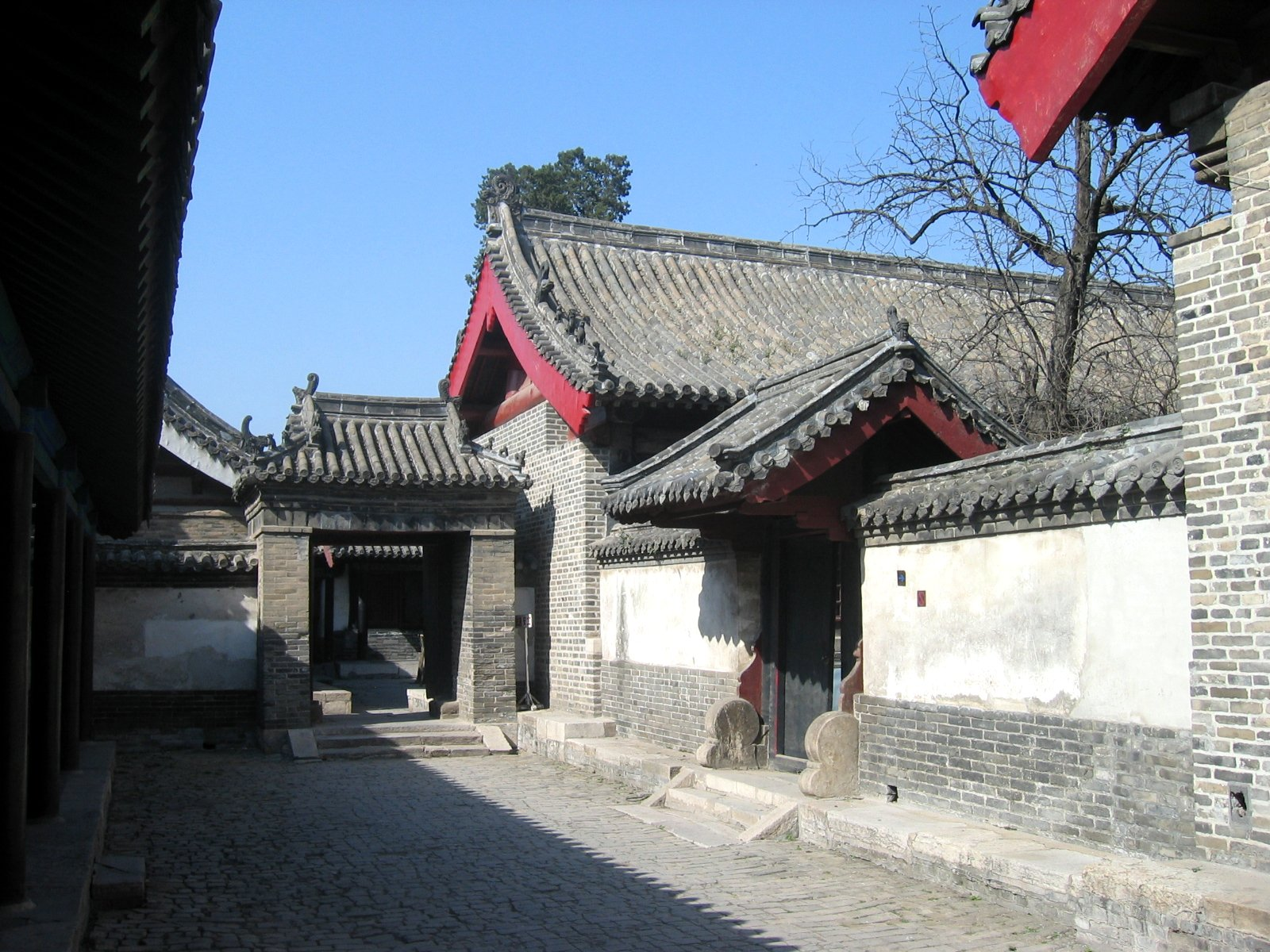
Patio en la mansión de la familia Kong.

La familia Kong tenía el control de la mayor zona privada rural de toda China. La primera mansión se construyó en el año 1038 y estaba conectada con el templo. Durante una reconstrucción de 1377, se trasladó a una corta distancia del templo. En 1503 se amplió en tres filas de edificios con 560 habitaciones y, como en el caso del templo de Confucio, nueve patios. La mansión fue totalmente renovada en 1838 pero un incendio casi la destruyó en 1887. Se reconstruyó dos años más tarde; los gastos de las reparaciones del siglo XIX fueron sufragados por el emperador. 
En la actualidad la mansión está compuesta de 152 edificios con 480 habitaciones. Ocupa un área de 12.470 m². La mansión estuvo habitada por los descendientes de Confucio hasta que en 1937 el último de sus descendientes, Kong Decheng, se trasladó a Taiwán.
La estructura de la mansión es la tradicional de las casas chinas, con las habitaciones oficiales en la parte frontal y las residenciales en la parte trasera. Además, la distribución espacial de los edificios está realizada de acuerdo con la edad, el género y el estatus de sus habitantes, reflejo del principio de Confucio  del orden y la jerarquía. El mayor de los descendientes del filósofo residía en la parte central de los tres edificios principales; su hermano menor ocupaba la sala Yi Gun, al este.